# (48636) Huangkun
(48636) Huangkun est un astéroïde de la ceinture principale.

## Description
(48636) Huangkun est un astéroïde de la ceinture principale. Il fut découvert le 28 septembre 1995 à la station de Xinglong par le programme Beijing Schmidt CCD Asteroid Program. Il présente une orbite caractérisée par un demi-grand axe de 2,29 UA, une excentricité de 0,22 et une inclinaison de 3,7° par rapport à l'écliptique.

## Compléments